# Митография
Митограф или митолог според стриктното речниково значение е компилатор на митове. Митографията (отгръцки μυθογραφία – mythografia, „писане на басни, измислици“, от μῦθος – mythos, „реч, дума, факт, история, наратив“ + γράφειν – graphein, „пиша, записвам“) е следователно интерпретацията на митовете в изкуствата. Тези твърде рестриктирани дефиници могат да не успеят да опишат голяма част от работата през 20 век върху мита от различни ъгли.